# Spoken word

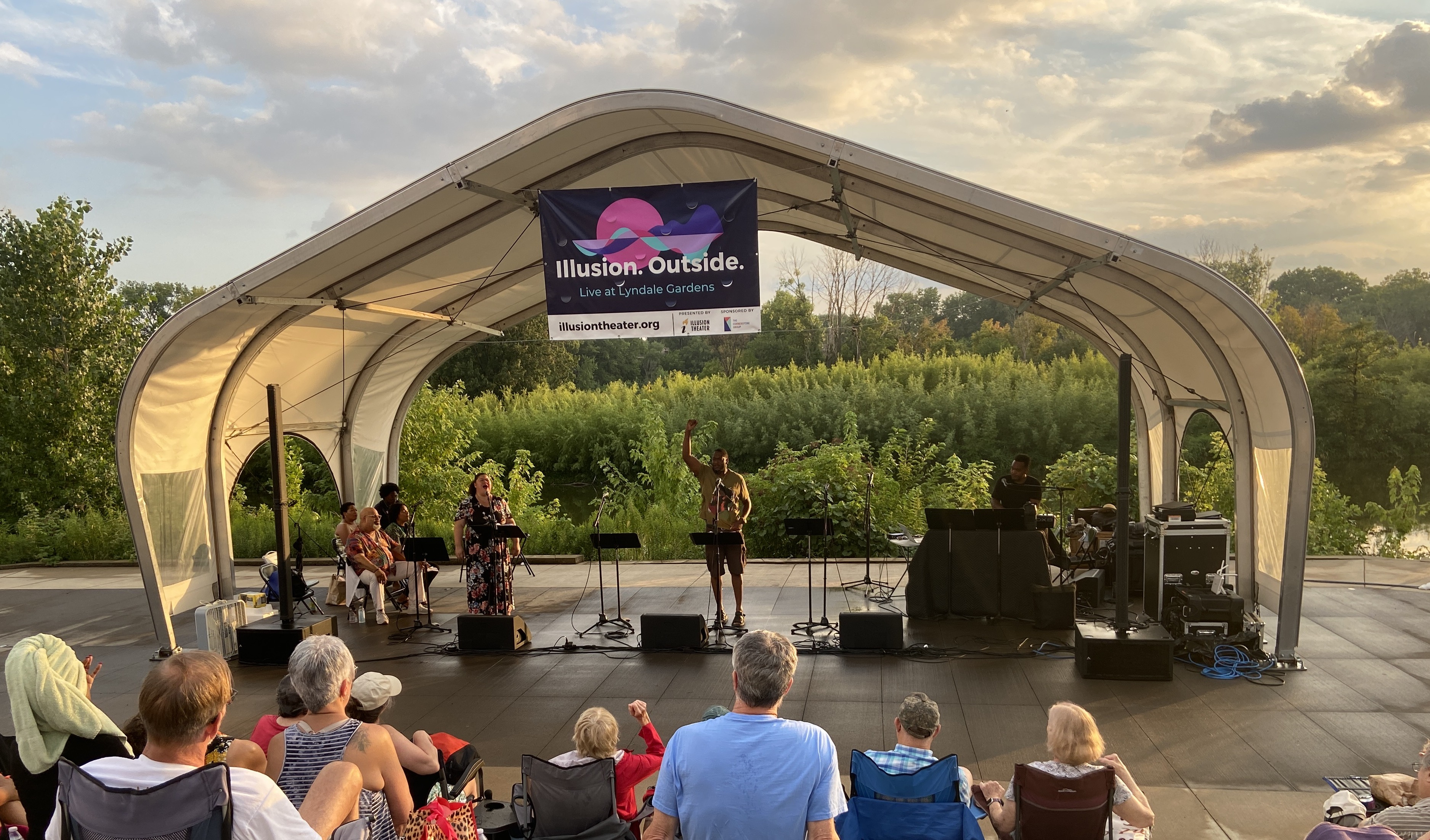
Frank Sentwali, spoken word « In this Moment… Now ». Spectacle de théâtre d'illusion célébrant les œuvres d'artistes noirs et afro-américains des villes jumelles et au-delà. Amphithéâtre de Lyndale Gardens Richfield, Minnesota, États-Unis.

Le spoken word (littéralement « mot parlé ») est une façon particulière d'oraliser un texte, qu'il soit poétique ou autre. Il comprend souvent une collaboration (ou expérimentation) avec d'autres formes d'art comme la musique, le théâtre ou la danse. Cependant, le spoken word se concentre essentiellement sur les mots eux-mêmes, la dynamique et le ton de la voix, les gestes, les expressions.
« L'expression spoken word comme telle nous vient des États-Unis, inspirée des traditions jazz, soul et blues, et surtout de la Beat Generation, symbolisée par Kerouac, Ginsberg et Burroughs. »

## Histoire
Aux États-Unis, le mouvement Beat d'une part, des artistes noirs d'autre part, ont désigné par l'expression « spoken word » une technique de poésie à voix haute, souvent accompagnée de musique ; ce qui sera appelé plus tard le slam en est l'évolution directe. Les poètes Beat comme Allen Ginsberg, ou Lawrence Ferlinghetti, ont enregistré de nombreux disques de spoken word. L'un des plus célèbres est l'album éponyme de The Last Poets (1970), qui marque une rupture culturelle, politique et sociale.
Le spoken word poétique contemporain se popularise dans la communauté noire des années 1960 grâce à ce groupe de poètes afro-américains fortement inspirés politiquement par Marcus Garvey et Amiri Baraka, ouvertement révolutionnaires. Parfois désignés comme les ancêtres ou les précurseurs du rap, les Last Poets se sont formés en 1968.
Le spoken word poétique nord-américain tire ses origines de la poésie de la Renaissance de Harlem, ainsi que du blues et des beatniks des années 1960. I have a dream de Martin Luther King Jr., Ain't I a Woman? de Sojourner Truth et Cast Down Your Buckets de Booker T. Washington changeront également le cours de l'histoire. Le spoken word poétique se popularise brièvement près du grand public lorsque Gil Scott-Heron fait paraître son poème The Revolution Will Not Be Televised sur l'album Small Talk at 125th and Lenox en 1970. À la fin des années 1970, la poétesse Wanda Coleman contribue au genre avec la série Mad Dog, Black Lady en 1979 publiée par Black Sparrow Press.
Le mot est aujourd'hui employé en France et en Allemagne dans l'univers du slam afin de le distinguer de ce dernier par son accompagnement musical (voir les règles habituelles du slam). Le groupe français le plus connu est le collectif Fauve, qui en fin de compte utilise la technique du « parlé-chanté ».
Plus récemment, l’artiste suisse Stéphane utilise également la technique du « parlé-chanté » avec sa chanson Douleur, je fuis.
Le spoken word partage une technique similaire avec la chanson et le rock français à savoir le parlé-chanté.
En Suisse, le collectif Bern ist überall créé en 2003 est un exemple de spoken word, qui mélange volontiers dialecte bernois, allemand, français et autres langues, car « peu importe la langue, pourvu qu’elle soit accessible, proche du langage parlé et du quotidien ».

## Artistes notables

### Poètes
- James Douglas Morrison
- Anne Clark
- Arab Strap
- Jamika Ajalon
- Gérard Ansaloni
- Jello Biafra
- Giannina Braschi
- Chi Cheng
- Grand Corps Malade
- Genesis P-Orridge
- Giuni Russo
- Andrea Gibson
- Allen Ginsberg
- Hedwig Gorski
- Joy Harjo
- Trebor Healey
- Bill Hicks
- Sarah Kay
- Mike Ladd
- The Last Poets
- Timothy Leary
- Lydia Lunch
- Henry Rollins
- Sage Francis
- Gil Scott-Heron
- Sneaks
- Kae Tempest
- Alan Vega
- George Watsky
- The Watts Prophets
- Saul Williams